# Облога Корфу (1537)
Облога Корфу в 1537 році — напад на контрольований Венеційською республікою острів Корфу османського флоту на чолі з султаном Сулейманом I. Облога Корфу стала одним з приводів початку Третьої османсько-венеційської війни (1537—1540), однієї з численних османсько-венеційських воєн того періоду.

## Авлонська експедиція
Протягом 1537 року між Францією та Османською імперією були узгоджені важливі спільні операції в рамках франко-османського альянсу, в рамках якого османи мали під керівництвом Барбаросси здійснити напад на південну Італію та Неапітанське королівство, а Франциск I мав здійснити напад на північну Італію з армією в 50 000 чоловік. Султан Сулейман особисто очолив перехід 300-тисячної армії з Константинополя до Албанії, звідки війська мали бути переправлені в Італію османським флотом на чолі з капудан-пашею Хайреддіном Барбароссою. Османський флот в кількості 100 галер було зібрано в Авлоні (Вльора) в присутності французького посла Жана де Ла Форе. Наприкінці липня 1537 року османська армія висадилися в Кастро, в Апулії, а через два тижні відпливла з великою кількістю захоплених в'язнів. Барбаросса спустошив регіон навколо Отранто, захопишви в рабство близько 10 000 людей. Однак Франциск не виконав своїх зобов'язань і замість цього напав на Нідерланди.

## Облога
Після того, як Османський флот полишив Південну Італію, у серпні 1537 року було вирішено використати флот і армію для облоги острова Корфу, володіння Венеційської республіки.19 серпня 1537 року Сулейман вирішив відправити флот з Авлони (сучасна Вльоа в Албанії) до Корфу. Флот, що складався з близько 320 кораблів почав обстрілювати Корфу 26 серпня. На острів були висаджені османські війська чисельністю 25 тис. чоловік.

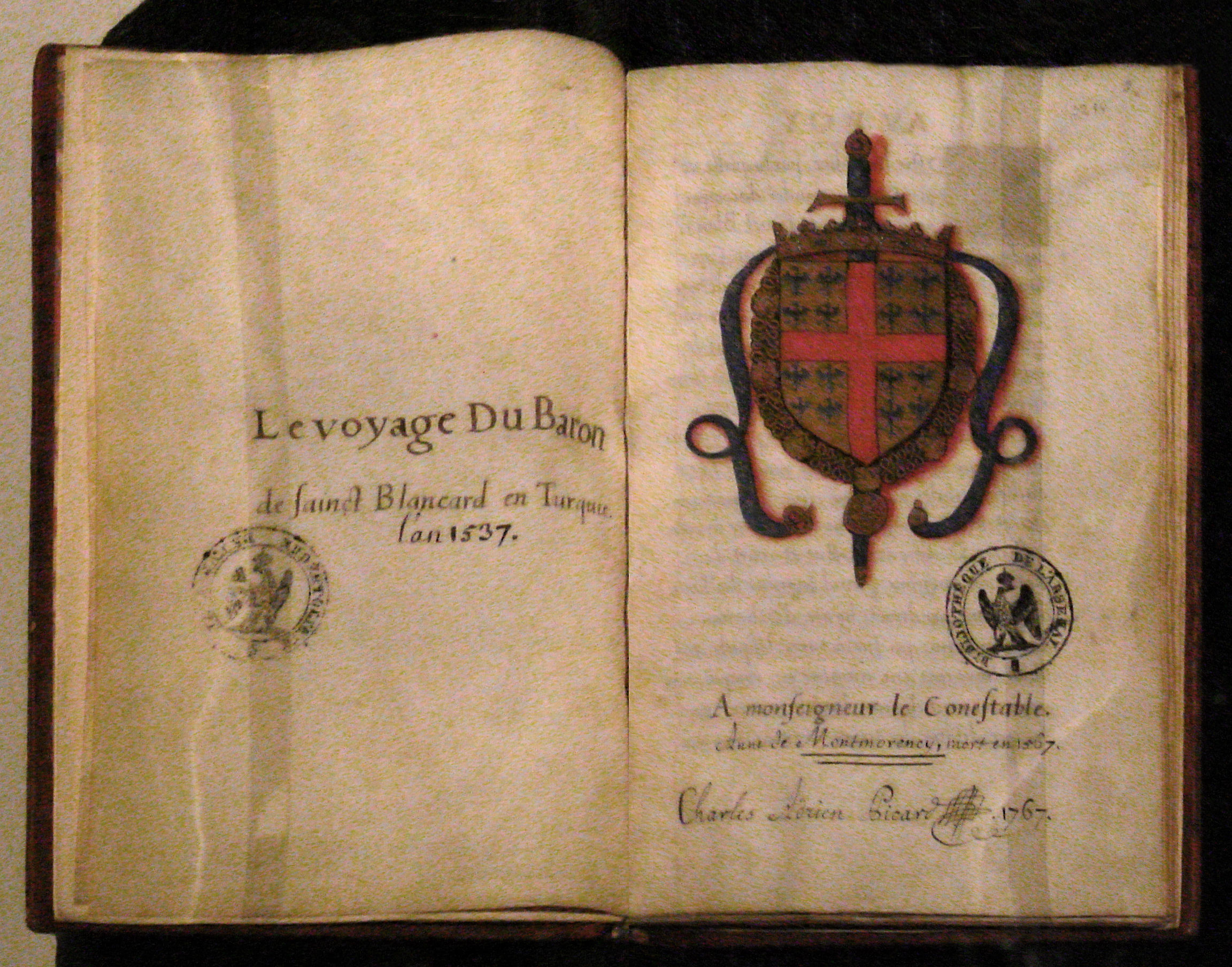
Le Voyage du Baron de Saint Blancard en Turquie, Жан де ла Вега, після 1538 року

Османській армії вдалось захопити усі поселення на острові, за виключенням замку Ангелокастро і старої фортеці міста Корфу Пелео-Фруріо, які чинили відчайдушний спротив. Під час облоги до османів на чолі флота з 12 галер прибув французький адмірал барон де Сен-Бланкар, який 15 серпня вийшов з Марселя і прибув на Корфу на початку вересня 1537 року. Сен-Бланкар марно намагався переконати османів знову здійснити набіг на узбережжя Апулії, Сицилії та марки Анкона. Зрештою, Сулейман, стурбований поширенням серед своїх військ чуми, в середині вересня вирішив повернутися зі своїм флотом до Стамбула, так і не завершивши захоплення Корфу.
Французький посол Жан де Ла Форе важко захворів і приблизно в той час помер. Франциск I нарешті здійснив похід в Італію і досяг Ріволі 31 жовтня 1537 року.
Флот Сен-Бланкара зимував на Хіосі до 17 лютого 1538 року. Було вирішено, що три кораблі підуть до Константинополя, а решта флоту повернуться до Франції. У Константинополі їх прийняв французький посол Шарль де Марільяк. Хайреддін Барбаросса оплатив їх витрати і 11 квітня 1538 року французькі галери нарешті вирушили з Стамбулу, щоб повернутися до Ніцци через туніський Монастир.
Наслідком облоги стало те, що венеційці вирішили максимально підсилити оборонні споруди на Корфу, а також укласти в 1538 році проти османів союз з Папою та імперією Габсбургів (Священна ліга), що спонукало початок Третьої османсько-венеційської війни.18 червня 1538 року Франциск I підписав і Ніцці перемир'я з Карлом V, тим самим тимчасово відмовившись від франко-османського альянсу.